# Justus Strelow
Justus Strelow (* 30. prosince 1996 Dippoldiswalde) je německý biatlonista.
Biatlonu se věnuje od roku 2003. Ve Světovém poháru debutoval v roce březnu 2021 v Östersundu, kde ve sprintu dojel na 37. místě.
Ve své dosavadní kariéře nezvítězil ve Světovém poháru v žádném individuálním ani kolektivním závodě. Jeho nejlepším umístěním je druhé místo z vytrvalostního závodu z Östersundu v listopadu 2023. V kolektivních závodech zvítězil jednou ve smíšeném závodu dvojic v italské Anterselvě v lednu 2024.

## Výsledky

### Olympijské hry a mistrovství světa
| Sezóna  | Akce | Místo                | SP  | SZ  | HZ  | IZ  | ŠT | SŠT | SZD | Věk    |
| ------- | ---- | -------------------- | --- | --- | --- | --- | -- | --- | --- | ------ |
| 2022/23 | MS   | Oberhof              | 12. | 11. | 13. | 13. | 5. | –   | –   | 26 let |
| 2023/24 | MS   | Nové Město na Moravě | –   | –   | 4.  | –   | 4. | 5.  | 6.  | 27 let |
| 2024/25 | MS   | Lenzerheide          | 30. |     |     |     |    | 3.  | 3.  | 28 let |

Poznámka: Výsledky z olympijských her a mistrovství světa se do hodnocení světového poháru nezapočítávají.

## Vítězství v závodech světového poháru, na mistrovství světa a olympijských hrách

### Kolektivní
| Č. | sezóna    | datum          | místo              | disciplína           |
| -- | --------- | -------------- | ------------------ | -------------------- |
| 1. | 2023/2024 | 20. ledna 2024 | Anterselva, Itálie | smíšený závod dvojic |